# Весна в городке
«Весна в городке» (кит. упр. 小城之春) — мелодрама китайского режиссёра Фэй Му. Премьера состоялась в 1948 году. Сценарий по мотивам рассказа Ли Тяньцзи. Фильм считается классикой китайского кинематографа.

## Сюжет
Фильм повествует о некогда процветавшей семье Дай в поствоенное время. Муж и глава семьи Дай Лиянь (Ши Юй) — инвалид, проводящий время во дворе тоскуя о прошлом. Его брак с Чжоу Юйвэнь (Вэй Вэй) уже давно лишён любви, но всё же супруги заботятся друг о друге. В это безотрадное, но неизменное существование появляется друг детства Дай Лиянь — Чжан Чжичэнь (Ли Вэй), который был увлечением Чжоу Юйвэнь ещё до встречи с мужем. Остаток фильма сфокусирован на эмоциональном конфликте Чжоу Юйвэнь между чувствами к Чжан Чжичэнь и долгом к мужу.

## Актёры
- Вэй Вэй (韋偉) — Чжоу Юйвэнь (周玉紋 Zhōu Yùwén), героиня;
- Ши Юй (石羽) — Дай Лиянь (戴禮言 Dài Lǐyán), её муж;
- Ли Вэй — Чжан Чжичэнь (章志忱 Zhāng Zhìchén), друг детства Лиянь и бывший любовник Юйвэнь
- Цуй Чаомин — Лао Хуан (老黃 lǎo Huáng), слуга Юйвэнь и Лиянь;
- Чжан Хунмэй — Дай Сю (戴秀 Dài Xiù), младшая сестра Лиянь.

## DVD
Фильм на DVD носителях был выпущен трижды:
- 1 декабря 2006 года — во всех регионах компанией Guangzhou Beauty Culture Communication Co.Ltd
- 8 мая 2007 года — в Регионе 1 (США, Канада) компанией Cinema Epoch (выпущен с английскими субтитрами)
- 23 февраля 2015 года — в Регионе 2 компанией BFI с английскими субтитрами

## Влияние, ремейки
- Общество гонконгской кинопремии назвало фильм лучшей китайской кинолентой, представив список 100 лучших фильмов на 24-й церемонии вручения кинопремии (27 мая 2005 года)[4].
- В 2002 году вышел ремейк фильма, который поставил режиссёр Тянь Чжуанчжуан.